# 10557 Rowland
10557 Rowland (1993 RL5) là một tiểu hành tinh vành đai chính được phát hiện ngày 15 tháng 9 năm 1993 bởi E. W. Elst ở Đài thiên văn Nam Âu.